# 田野豹蛛
田野豹蛛（学名：Pardosa agrestis）为狼蛛科豹蛛属的动物。分布于古北区以及中国大陆的甘肃、内蒙古、河北等地。